# Casa contra la guerra de Sieverhausen
La Casa contra la guerra de Sieverhausen, fundada el 1978 i situada a Sievershausen (Alemanya), va ser creada amb l'objectiu d'estudiar i treballar per la pau. Nascuda sota l'impuls de Klaus Rauterberg, la casa ha esdevingut un centre dinàmic amb una programació diversa al voltant de la pau des d'una perspectiva política, històrica i cultural. Acull exposicions temporals i dins la seva programació s'inclouen presentacions de llibres, congressos, conferències, concerts, teatre, etc. El centre ofereix tota una sèrie de serveis pedagògics adreçats a les escoles, visites guiades, biblioteca i arxiu, on es poden trobar diverses publicacions de centres per la pau alemanys i internacionals.
La Casa Contra la Guerra va ser construïda en un espai de memòria. El centre va ser aixecat allà on tingué lloc la batalla de Sievershausen, el 9 de juliol de 1553, durant les guerres de religió del segle xvi. La casa es va construir el 1978 sota l'impuls de diverses activitats que, des de la dècada dels seixanta, el pastor Klaus Rauterberg organitzava, especialment per oposar-se a la guerra del Vietnam i enaltir els valors de la pau.